# Nhóm ngôn ngữ gốc Ý
Nhóm ngôn ngữ gốc Ý là một nhóm ngôn ngữ thuộc ngữ hệ Ấn-Âu có nhiều đặc điểm mà các nhà nghiên cứu về ngôn ngữ tin rằng là hậu thân của tiếng Latinh. Nhóm này bao gồm vào khoảng 50 ngôn ngữ và đa số tập trung tại Pháp, Ý, Tây Ban Nha, Bồ Đào Nha và România.
Nhóm này được chia ra làm 3 phân nhóm: tiếng Latinh đứng một mình, các hậu thân của nó trong Nhóm Rôman và Nhóm Sabelli bao gồm vài ngôn ngữ cổ đã mai một.
1. Nhóm Latinh-Faliscan: bao gồm các loại tiếng Latinh.
2. Nhóm Rôman: là các hậu thân, vẫn còn được dùng hiện nay, của tiếng Latinh. Nhóm này được chia thành ba nhánh chinh:
  - Nhánh phía Nam: bao gồm các tiếng địa phương của các đảo Corse và Sardegna.
  - Nhánh phía Đông: bao gồm các loại tiếng Romania.
  - Nhánh Ý-Tây: còn gọi là nhánh phía Tây vì bao gồm các tiếng trong nước Ý cũng như các tiếng Rôman tại phía Tây của Âu Châu. Điển hình của nhóm này là các tiếng Tây Ban Nha, Bồ Đào Nha, Pháp và Ý.
3. Nhóm Sabelli

Khi Đế quốc La Mã chiếm gần hết Châu Âu họ mang tiếng Latinh đến các vùng đất họ vừa chiếm. Tuy nhiên, chỉ có loại tiếng Latinh bình dân đã trở nên thông dụng vì tiếng Latinh cổ điển không dễ học. Sự sáp nhập của các tiếng địa phương vào tiếng Latinh bình dân đã tạo nên các tiếng của nhóm Rôman sau khi Đế quốc La Mã sụp đổ.

## Sơ đồ của Nhóm ngôn ngữ gốc Ý
Nhóm ngôn ngữ gốc Ý (thuộc Ngữ hệ Ấn-Âu)
- Nhóm ngôn ngữ Latinh-Faliscan
  - Nhóm Faliscan: gồm nhiều tiếng đã được dùng tại Ý trước Đế quốc La Mã và ngày nay đã bị mai một.
  - Nhóm Latinh: tiếng Latinh, tiếng Latinh bình dân, tiếng Latinh cổ điển...
- Nhóm ngôn ngữ Rôman: các hậu thân của tiếng Latinh bình dân
  - Nhánh phía Đông: tập trung tại Đông Âu. Điển hình là tiếng Romana và các loại tiếng Romana tại Croatia, tại Hy Lạp...
  - Nhánh phía Nam: tập trung tại đảo Corse (thuộc Pháp) và đảo Sardegna (thuộc Ý)
    - Nhóm Corse: tiếng Corse
    - Nhóm Sardegna: các tiếng địa phương của đảo Sardegna.

  - Nhánh Ý-Tây: đây là nhánh phía Tây của nhóm ngôn ngữ Rôman
    - Nhánh Ý-Dalmatia: tiếng Ý, tiếng Sicilia...
    - Nhánh phía Tây
      - Nhóm ngôn ngữ Gaul-Iberia
        - Nhóm Gaul-Rôman: còn được chia ra thành nhiều phân nhóm nhỏ hơn, tập trung tại Pháp và những vùng về phía đông của nó. Điển hình là tiếng Pháp, tiếng Romansh của Thụy Sĩ, các tiếng địa phương tại miền bắc nước Pháp và nhiều tiếng tại vùng tây-bắc của Ý.
        - Nhóm Iberia-Rôman: còn được chia ra thành nhiều phân nhóm nhỏ hơn, tập trung tại bán đảo Iberia và miền nam nước Pháp. Điển hình là tiếng Tây Ban Nha, tiếng Bồ Đào Nha và nhiều tiếng tại Tây Ban Nha cũng như tại miền nam của Pháp.

      - Nhóm ngôn ngữ Pyrenee-Mozarabic: tiếng Mozarabic và tiếng Aragon dùng tại vùng chung quanh dãy núi Pyrenee.
- Nhóm ngôn ngữ Sabelli: bao gồm tiếng Oscan, tiếng Umbria... thường dùng tại Ý trước tiếng Latinh nhưng nay đã bị mai một.